# 잃어버린 양의 비유

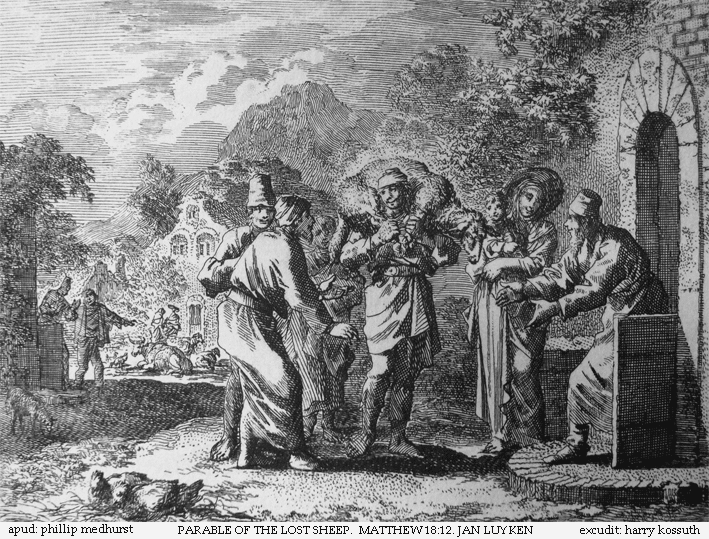
보우어 성경에서 목자의 승리의 귀환을 보여주는 얀 루이켄의 판화.

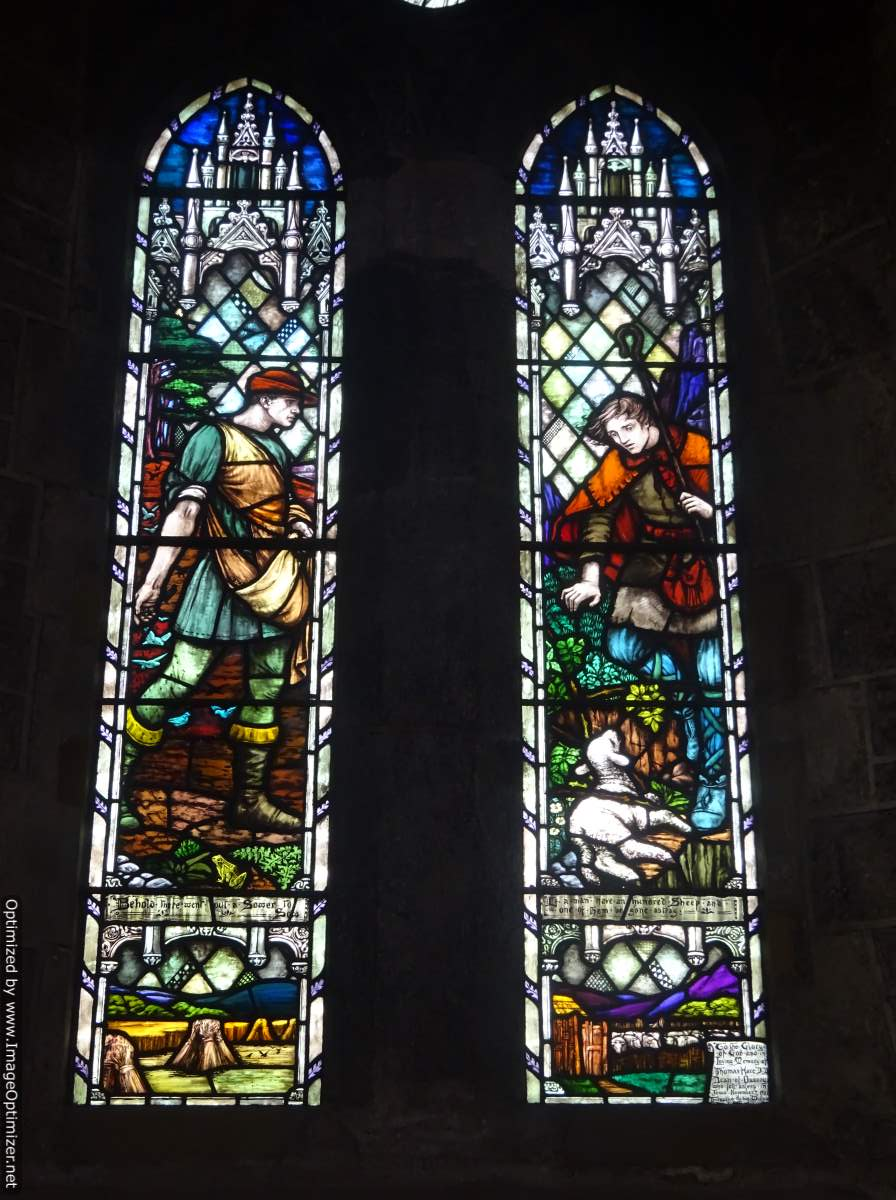
아일랜드 킬케니의 세인트 메리 대성당에 있는 잃어버린 양의 비유 (오른쪽)

잃어버린 양의 비유는 예수의 비유 중 하나이며 내용은 잃어버린 양 한 마리를 찾기 위해 아흔아홉 마리의 양 떼를 떠나는 목자의 이야기이다. 이 비유는 바리새인들과 종교 지도자들이 예수께 “죄인”을 영접하고 함께 먹는다고 비난한 후에 예수께서 말씀하시는 구속에 관한 3부작의 첫 번째 부분이며 마태복음 (마 18:12)과 누가복음 (눅 15:3-7)에 나온다.

## 본문
누가복음에 나오는 비유는 다음과 같다.
예수께서 그들에게 이 비유로 이르시되,
"너희 중에 어떤 사람이 양 백 마리가 있는데 그 중의 하나를 잃으면 아흔아홉 마리를 들에 두고 그 잃은 것을 찾아내기까지 찾아다니지 아니하겠느냐?
또 찾아낸즉 즐거워 어깨에 메고
집에 와서 그 벗과 이웃을 불러 모으고 말하되,
'나와 함께 즐기자. 나의 잃은 양을 찾아내었노라' 하리라.

내가 너희에게 이르노니 이와 같이 죄인 한 사람이 회개하면 하늘에서는 회개할 것 없는 의인 아흔아홉으로 말미암아 기뻐하는 것보다 더하리라."— 누가복음 15:3-7

## 해석

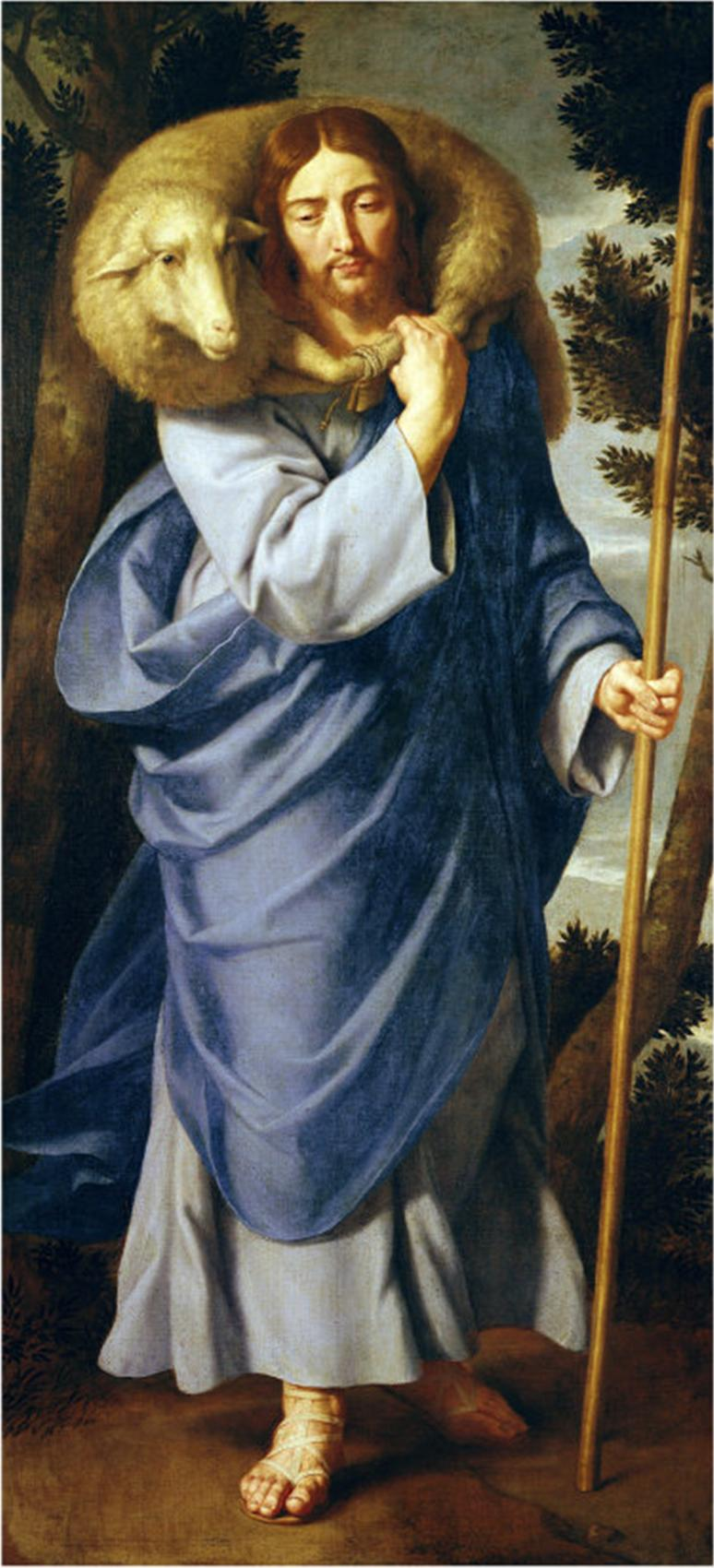
이 비유의 영향을 보여주는 장 바티스트 드 샹파뉴의 선한 목자의 모습.

누가복음에는 잃어버린 양의 비유 다음 잃어버린 동전의 비유와 탕자의 비유가 나온다. 잃어버린 양의 비유는 잃어버린 동전의 비유와 마찬가지로 상실, 탐색, 기쁨 등을 주제로 하고 있다. 잃어버린 양이나 동전은 하나님으로부터 멀리 떠난 인간을 상징하고 있다.
선한 목자의 비유에서와 같이, 여기서도 예수는 목자이며 에스겔서에서 길 잃은 양을 찾는 목자로서의 하나님의 형상과 자신을 동일시하고 있다 (겔 34:11-16). 신약학자 조엘 그린은 이렇게 서술했다.
"이 비유들은 근본적으로 하나님에 관한 것이며, ... 그들의 목적은 [하나님으로부터 멀리 떠난] 자들의 회복에 대한 하나님의 응답의 본질을 드러내는 것이다."
목자가 친구들과 함께 기뻐하는 것은 하나님께서 천사들과 함께 기뻐하시는 것을 상징하며 잃어버린 죄인의 회복을 기뻐하시는 하나님의 모습은 비유를 촉발한 종교 지도자들의 비판과 대조되고 있다.

## 같이 보기
- 마태복음 5강
- 신약 속 예수의 삶
- 예수의 공생애
- 양과 염소의 비유
- 선한 목자